# 安格科克

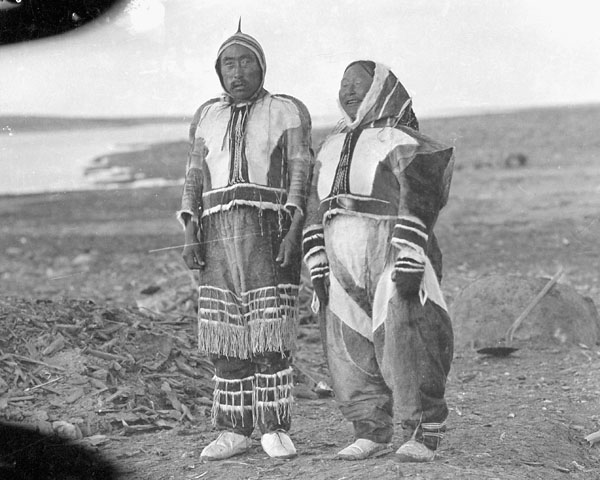
伊克普库阿克（Ikpukhuak）和他的安格科克妻子希加利克（Higalik, Ice House），摄于1913年至1916年间

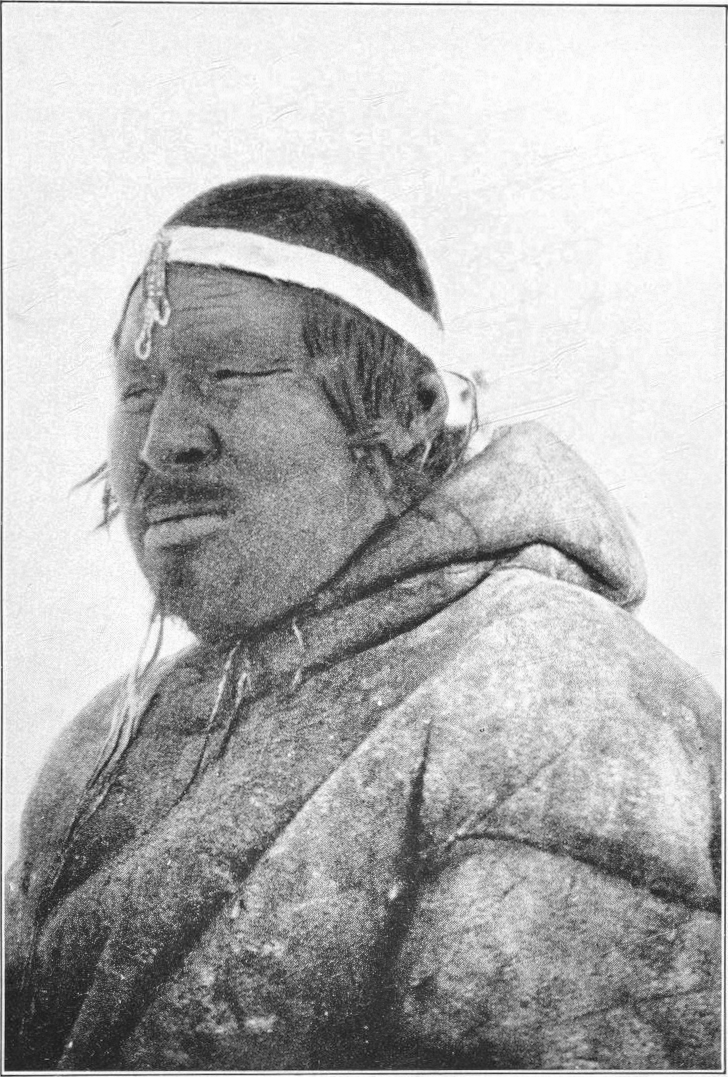
安格科克尼亚贡古阿克（Niaqunguaq），摄于1921年至1924年间

因纽特人的安格科克（angakkuq，复数：angakkuit，因纽特音节文字 ᐊᖓᑦᑯᖅ 或 ᐊᖓᒃᑯᖅ, 复数 angakkut； 伊努皮亚克语：aŋatkuq）是因纽特文化中的知识与精神领袖（相当于巫医）。其他文化，包括阿拉斯加原住民，传统上也有类似的精神中介者，尽管阿拉斯加原住民宗教形式多样且变体众多。

## 在因纽特社会中的角色
女性（如乌瓦夫努克（Uvavnuk））和男性都可以成为安格科克， 尽管女性较为罕见。成为安格科克的过程差异很大。现任安格科克的儿子可能会接受父亲的训练而成为安格科克。 萨满可能会预言某个婴儿在成年后会成为先知。 或者，表现出与众不同天赋或力量的年轻人可能会由经验丰富的导师训练。也有安格科克声称自己通过梦境或幻视受到召唤而担任此角色的例子。 受到虐待的孤儿或经历过艰难时期幸存下来的人，也可能在已故亲人灵魂的帮助下成为安格科克。
成为安格科克的训练包括适应该职位所需的仪式和角色，以及学习安格科克的特殊语言， 这种语言主要由因纽特人居住的大部分北极地区共享的古老词汇和口述传统组成。在训练期间，安格科克还会获得一个只有他们自己才能看见的“法米利亚”（familiar）或“灵导”（spirit guide）。 这个在因纽特宗教中被称为 图恩嘎（tuurngaq）的灵导，有时会赋予他们非凡的力量。 因纽特故事讲述了一些安格科克在图恩嘎的帮助下，能跑得像驯鹿一样快，或者能够飞行。在某些传统中，安格科克会被刺伤或射击，但由于图恩嘎的干预而不会受伤，以此证明他们的力量。
在不需要精神指引或帮助时，安格科克过着和普通因纽特人一样的生活，作为普通人参与社会生活。但当需要治愈疾病，或者需要占卜各种不幸事件的原因时，安格科克就会被召唤。 安格科克的服务也可能被要求来解梦。 如果他们的行动是为了帮助整个村庄，通常是免费的。但如果被召唤去帮助个人或家庭，他们通常会获得报酬。
在因纽特人中，存在着类似法律的概念：避讳之事、应循之规、当行之事
如果不遵守这三者，那么安格科克可能需要干预冒犯的一方，以避免对个人或群体造成有害后果。 违反这些规则或禁忌被视为不幸事件的原因，如恶劣天气、事故或狩猎失败。为了查明不幸的根源，安格科克会进行一次灵魂出窍的精神之旅。在这次旅程中，他们会发现不幸的原因。回到现实后，安格科克会询问相关情况中的人，并且在相信安格科克已经知道谁是责任人的前提下，被询问者通常会坦白。仅仅坦白本身就可以被宣布为问题的解决之道，或者可能需要赎罪行为，例如清洗尿壶或交换妻子。
中部因纽特人的安格科克参与一年一度的仪式，以安抚神话人物赛德娜（Sedna），即海之女神（Sea Woman）。因纽特人相信，当赛德娜的禁忌被打破时她会发怒，唯一安抚她的方法是让安格科克以灵魂形态前往她居住的地下世界阿德利翁（Adlivun），梳理她的头发。根据神话，这对赛德娜来说帮助巨大，因为她没有手指。然后，安格科克会恳求或与赛德娜搏斗，以确保他的人民不会挨饿。因纽特人相信，他代表人民进行的恳求和道歉会使动物回归，猎人获得成功。在进行此仪式的社区，安格科克完成灵魂之旅返回后，会进行集体忏悔，然后庆祝。

## 辅助灵与个人名字
安格科克通常与加拿大人类学家及民族志学者贝尔纳·萨拉丹·当格尔（Bernard Saladin d'Anglure）所称的“辅助灵”（auxiliary spirits）有关联。这些灵可以是逝者的灵魂或非人类的实体，每个都有其个体名字，可以用来召唤该灵。 当分娩过程特别危险，或者婴儿无法安静下来时，人们相信是某个已故的家庭成员试图通过婴儿重生，因此应该以该人的名字为婴儿命名。在家庭无法确定逝者名字的情况下（也许因为婴儿状况危急没有足够时间），安格科克可以用他们的某个辅助灵的名字为婴儿命名，赋予孩子救命的活力。 萨拉丹·当格尔报告说，这样的孩子更有可能成为萨满，因为他们的名字与那个辅助灵相连。 有时给予的名字是非人类灵的名字；这个人可能在以后的生活中认同那个灵。
名字和身份在成年后可能更具流动性，在危机时刻，萨满可能会以仪式性方式为人改名；此后，他们的旧名字会被视为一个辅助灵。这有时会成为被改名者进入萨满教的入门仪式。萨拉丹·当格尔描述过这样一种情况：一个叫纳努克（Nanuq，“北极熊”）的男子是以一位年长的堂兄命名的。当堂兄去世时，这位年轻人悲痛欲绝，觉得自己也经历了一次死亡。一位萨满从梦境世界为他带来了一个新名字，他接受了。从此，他被称为奇穆克西拉克（Qimuksiraaq），而他旧的名字和身份——纳努克，则被视为一个与北极熊相关的辅助灵。此后，奇穆克西拉克承担了安格科克的身份。
最后，安格科克可能会将自己的个人名字传给后代，无论生前或死后。在死后传承的情况下，萨满可能会在梦中显灵并亲自指示家人，或者家人可能出于自身意愿决定纪念这位安格科克，以保持与家庭的联系。 以萨满名字命名的人可能会继承他们的一些精神力量，但并非必然要成为萨满。

## 今日安格科克仪式
传统的因纽特精神信仰，包括萨满教（angakkuuniq）的角色，至今仍是因纽特宇宙观和世界观的一部分，尽管在与基督教接触后有所改变。2002年一项与因纽特长者的研究和访谈项目发现，虽然一些因纽特人出于基督教信仰拒绝萨满教，但另一些人则倡导它（有时借用基督教概念），将其视为保护传统身份和生活方式的问题。长者们报告说，安格科克（angakkuit）在当代因纽特社区中仍在继续实践。安格科克仪式（angakkuuniq）的某些实践可能在隐秘中进行，这并不违背该传统实践本身所固有的谨慎性。 2002年接受采访的长者们，虽然强调自己是基督徒，但提出基督教事工和安格科克仪式可以各有其不同的益处。他们认为，尽管安格科克仪式来自过去，但关于它的知识应该传承下去，并且应该仔细理解它能为现代因纽特人带来的益处。他们还提出，安格科克仪式可能有助于应对当代因纽特的社会问题，如自杀。

## 延伸阅读
E. Haase, 《爱斯基摩人的萨满教》（Der Schamanismus des Eskimos） (1987)
M. Jakobsen, 《萨满教：掌控灵魂与疗愈的传统与当代方法》（Shamanism: Traditional and Contemporary Approaches to the Mastery of Spirits and Healing） (1999)
D. Merkur, 《成为半隐者：因纽特人的萨满教与入门仪式》（Becoming Half Hidden: Shamanism and Initiation among the Inuit） (1985)
J. Oosten and F. Laugrand, 《因纽特Qaujimajatuqangit：萨满教与使犯错者重新融入社区》（Inuit Qaujimajatuqangit: Shamanism and Reintegrating Wrongdoers into the Community） (2002)